# アデニル酸ジメチルアリルトランスフェラーゼ
アデニル酸ジメチルアリルトランスフェラーゼ(adenylate dimethylallyltransferase)は植物ホルモンの1つサイトカイニンの合成に関わる転移酵素で、次の化学反応を触媒する酵素である。
ジメチルアリル二リン酸 + AMP {\displaystyle \rightleftharpoons } 二リン酸 + N6-(ジメチルアリル)アデノシン 5'-リン酸
系統名はdimethylallyl-diphosphate:AMP dimethylallyltransferaseである。